# Stati principeschi dell'India britannica

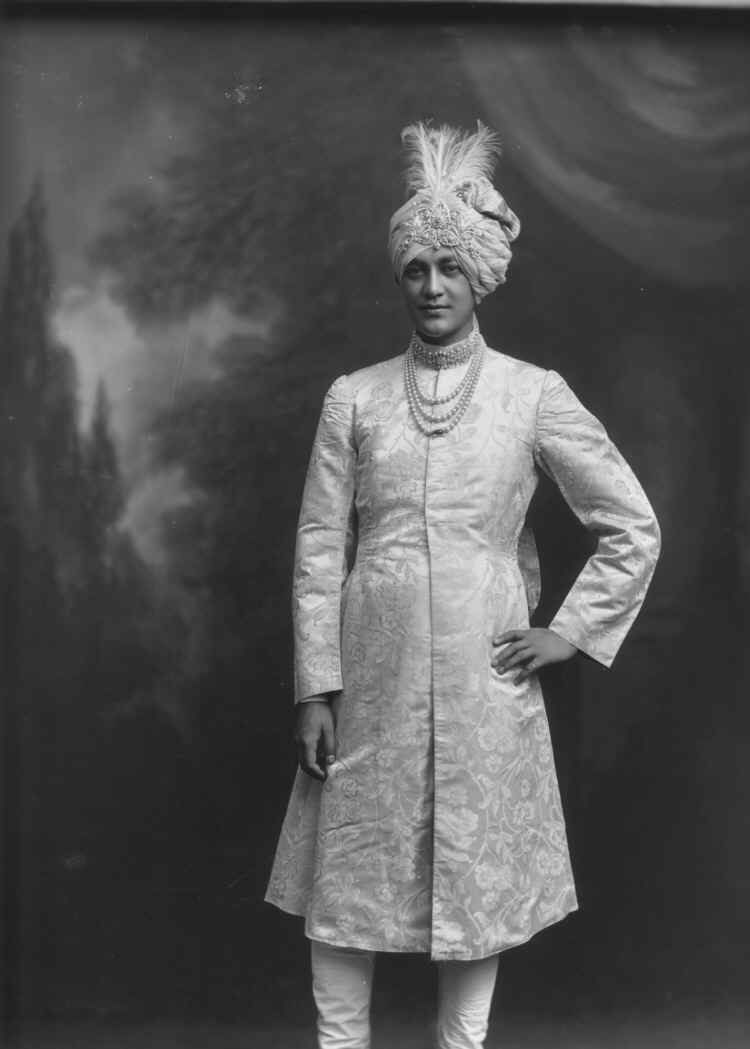
Shri Sir Jitendra Narayan Bhup Bahadur, maharaja of Cooch-Behar, sovrano di uno stato principesco dell'India britannica con il costume tipico

Col termine di Stato principesco dell'India britannica (detto anche Stato nativo secondo la normativa legislativa inglese, o semplicemente Stato indiano) si intende uno stato sovrano nominalmente facente parte del Raj britannico, il governatorato britannico in India, che non era direttamente amministrato dagli inglesi, ma con un governo indiretto attraverso dei rappresentanti governativi della Gran Bretagna e con l'aiuto dei sovrani già esistenti sul territorio. Gli stati presenti in India che godevano di questa amministrazione erano più di 550, alcuni dei quali erano solo sovranità cittadine.

## Storia

### La formazione dei principati
Principati minori e tribù esistevano nel continente indiano già dall'Età del Ferro, anche se essi iniziarono ad emergere come centri di potere locale solo tra V e VI secolo a.C., durante il periodo di emergenza dei medi regni dell'India dopo il crollo dell'Impero Gupta. Molti dei futuri gruppi e clan dell'élite indiana - in particolare i Rajput – iniziarono ad emergere in questo periodo; dal XIII-XVI secolo, molti dei clan Rajput avevano dato vita a Stati affermati e semi-indipendenti a nord-ovest, come pure in alcune aree del nord-est. L'espansione dell'Islam in quel tempo portò molti Stati a divenire tributari di sultanati islamici, in particolare quello di Delhi e il Sultanato di Bahmani. A sud, ad ogni modo, l'Impero Vijayanagara, di fede indù, continuò a rimanere dominante sino alla metà del XVII secolo; tra i suoi tributari aveva anche il futuro Regno di Mysore.
L'impero turco-mongolo dei Moghul portò gran parte dei principati indiani sotto la propria sovranità nel XVII secolo, dopo la sua fondazione all'inizio del XVI secolo. L'avvento del sikhismo portò alla creazione dell'Impero Sikh a nord all'inizio del XVIII secolo, in corrispondenza col declino dell'Impero Moghul. Nel contempo i Maratha ricavarono il loro stato che prese il nome di Impero Maratha. Nel XVIII secolo, gli ex governatori Moghul colsero l'occasione del crollo dell'impero per stabilire loro stati principeschi indipendenti. A nord-ovest – come nel caso di Tonk – si allearono tra loro e con vari gruppi presenti, tra cui i Maratha e l'Impero Durrani (formatosi nel 1747 per l'aggregazione di una serie di tribù e con territori ex Moghul). Nel 1768, Prithvi Narayan Shah, regnante di un piccolo principato nel Gorkha, fondò il Regno del Nepal con una federazione di piccoli stati, espandendo la sua influenza nell'India nord orientale; a sud, i principati di Hyderabad e Arcot vennero formati negli anni '60 del Settecento, anche se rimasero formalmente vassalli dell'imperatore Moghul.

### IlRaj britannicoe gli Stati indigeni
Il Raj britannico dell'Impero Indiano consisteva in due divisioni: l'India britannica e gli Stati Indigeni (Native States). Nell'Interpretation Act del 1889 il Parlamento britannico adottò le seguenti definizioni:

L'espressione di India britannica definirà tutti quei territori e luoghi dove Sua Maestà regna da diverso tempo attraverso il Governatore Generale dell'India o dove si trovi un qualsiasi governatore diretto britannico. L'espressione India indicherà il complesso dell'area della British India e degli altri territori governati da principi autoctoni sottoposti alla sovranità di Sua Maestà. (52 & 53 Vict. cap. 63, sez. 18)
La sovranità sui 175 Stati principeschi esistenti in India, alcuni dei quali grandi e rilevanti per la politica nazionale, venivano radicalmente distinti dai veri e propri "dominions" britannici si trovavano appunto sottoposti anche alla legislazione inglese.

## Status principesco e titoli
I governanti indiani avevano diversi titoli a seconda dei loro domini: maharaja ("gran re"), badshah ("imperatore"), raja ("re"), nawwāb ("governatore"), niẓām, wāli e molti altri. È curioso comunque notare come gli britannici definirono questi sovrani sempre come "principi" per evitare implicazioni di definizione di "re" il che avrebbe portato a un raffronto politico con il monarca britannici.
Molti regnanti induisti usavano il titolo di thakur o la sua variante thakore.
Molti prestigiosi regnanti indù avevano il titolo di "raja" o altre varianti: rana, rao, rawat o rawal, anche se gli onori più alti spettavano a maharaja o maharana o maharao.
I sovrani di religione musulmana, invece, utilizzavano il titolo di "nawwāb" (corrispondente all'arabo nāʾib, "governatore"), con le preminenti eccezioni del Niẓām di Hyderābād & Berar, il wāli/khan di Kalat e il wāli di Swat.

## Precedenza e prestigio
L'importanza di uno Stato principesco, in relazione con il British Raj, non era basata esclusivamente sul titolo posseduto dal suo governante, che spesso veniva garantito (o perlomeno riconosciuto) come segno di favore e benevolenza, ma sovente essa era definita dalla lealtà e dai servizi resi all'Impero Moghul prima ed a quello britannico poi. Anche se diversi governanti si videro "aumentare di titolo", altri videro perdere il loro prestigio.

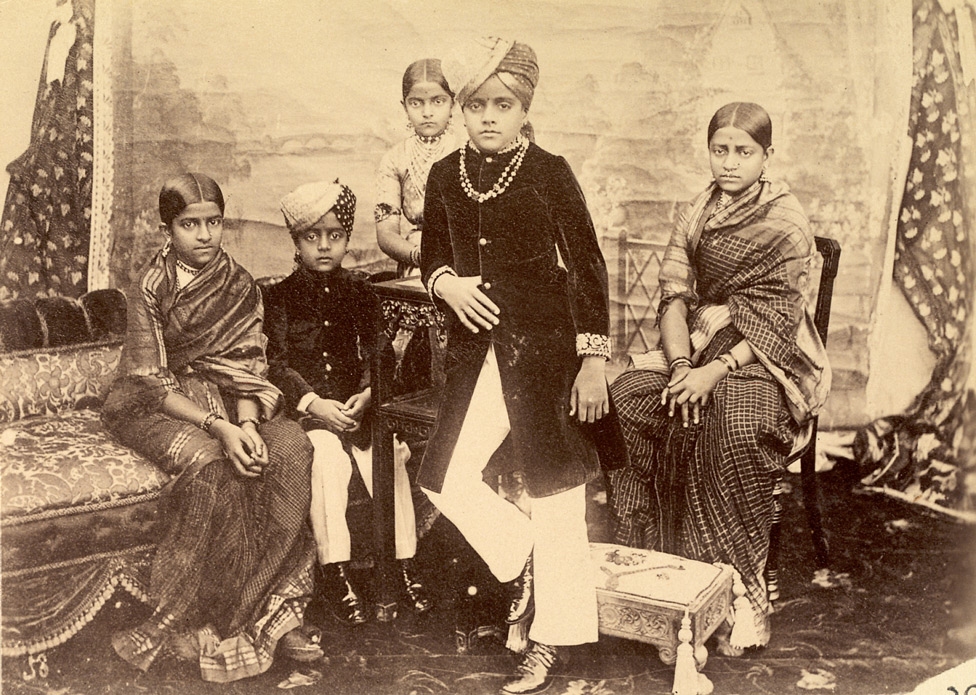
Fotografia del 1895 che mostra un gruppo composto dall'undicenne Krishnaraja Wadiyar IV, governante dello stato principesco di Mysore nell'India meridionale, coi suoi fratelli e sorelle. Nel 1799, suo nonno, all'età di 5 anni, ottenne il dominio di Mysore dai britannici e venne costretto a sottoscrivere una alleanza. Gli britannici de facto governarono lo Stato dal 1831 al 1881.

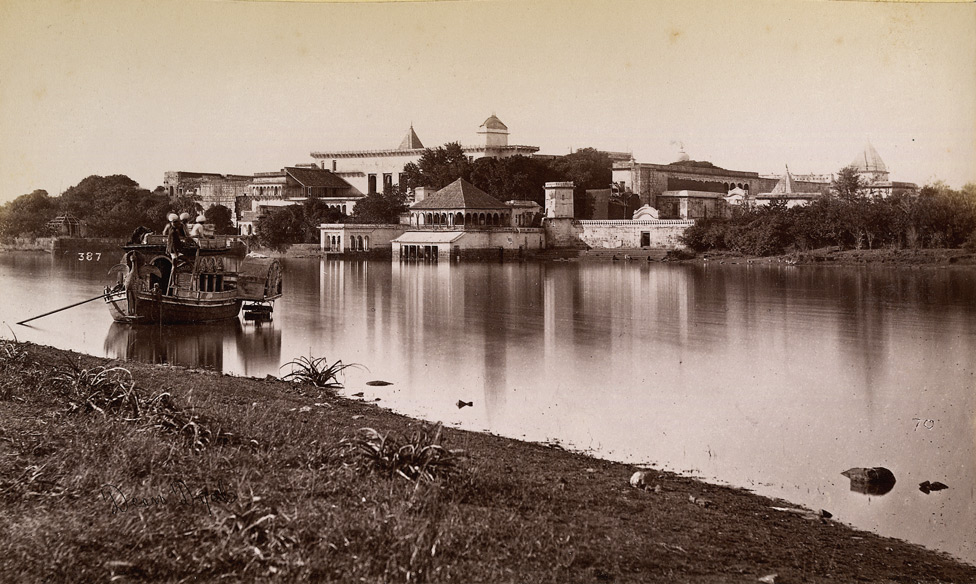
Il Palazzo di Govindgarh del maharaja di Rewa. Il palazzo venne costruito come residenza di caccia e divenne famoso per aver ospitato un raro esemplare di tigre bianca trovato nell'adiacente giungla ed allevato nello zoo del palazzo.

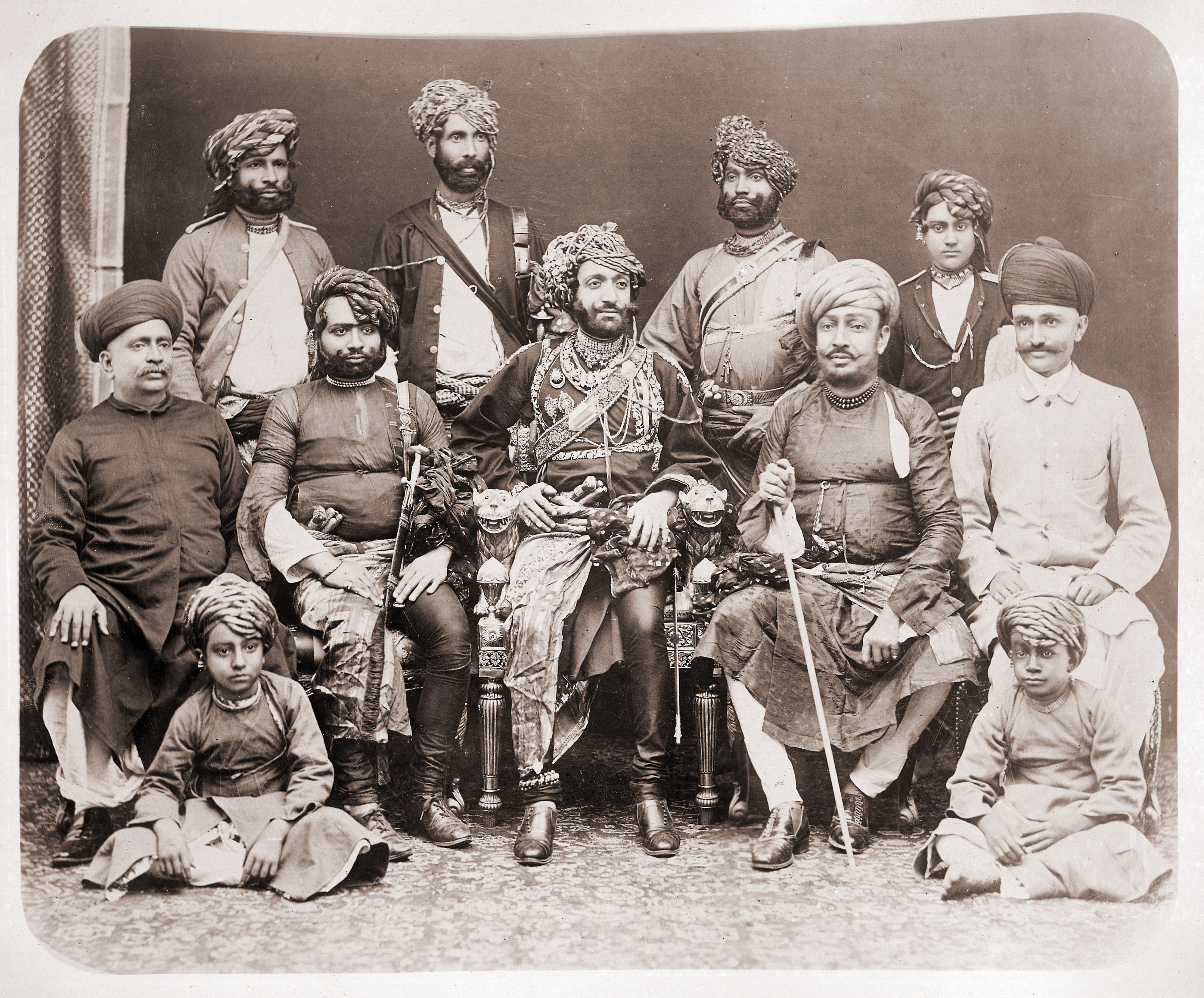
Il Nawab di Junagadh Bahādur Khān III (seduto al centro) in una fotografia del 1885, attorniato dai suoi ufficiali di Stato e dalla sua famiglia.

Oltre ai loro titoli tutti i principi indiani potevano essere ammessi negli ordini cavallereschi britannici associati all'Impero indiano come l'Ordine della Stella d'India e l'Ordine dell'Impero indiano. Anche le donne potevano essere ammesse al grado di "cavaliere" (anziché dame) di questi ordini. I governati che ottenevano dal governo inglese la possibilità di un saluto ufficiale con 21 o 19 colpi di cannone a salve erano normalmente appartenenti ai ranghi più alti degli ordini cavallereschi.
Molti principi indiani prestarono servizio nel British Army, nell'Indian Army, o nelle locali forze di guardia o polizia, spesso raggiungendo i ranghi più alti; alcuni prestarono servizio mentre si trovavano sul trono. Molti di loro vennero nominati aiutanti di campo dei sovrani britannici in quanto re-imperatori. Molti presero parte alla prima ed alla seconda guerra mondiale nelle file dell'esercito britannico.
A parte coloro che si distinsero sul campo, un buon numero di principi ricevette ranghi puramente onorari. Questi ranghi venivano concessi sulla base di diversi fattori, tra cui il loro lignaggio, la presenza o meno di colpi a salve come saluto ufficiale, il carattere personale o la propria condotta militare. Dopo le guerre mondiali, i principi di alcuni tra i principali Stati come Gwalior, Patiala, Bikaner, Jaipur, Jodhpur, Jammu e Kashmir e Hyderābād, ottennero il rango onorario di generale per il loro contributo agli sforzi di guerra.
Ecco una ripartizione dei gradi:
- Tenente/Capitano/Maggiore/Caposquadra (membri ultrogeniti delle case principesche o principi minori)
- Comandante/Tenente Colonnello/Colonnello/Capitano di Gruppo (concesso a principi, spesso con 15 colpi di cannone a salve come saluto)
- Commodoro/Brigadiere/Commodoro dell'Aria (concesso a principi, spesso con 15 colpi di cannone a salve come saluto o più)
- Maggiore generale/Vice maresciallo dell'aria (conferito a principi, spesso con 15 colpi di cannone a salve come saluto o più; conferito ai regnanti dei maggiori Stati principeschi come Baroda, Kapurthala, Travancore, Bhopal e Mysore)
- Tenente generale (conferito ai principi degli stati più grandi ed importanti dopo la prima e la seconda guerra mondiale come loro contributo agli sforzi di guerra)
- Generale (concesso molto raramente; i maharaja di Gwalior e Jammu & Kashmir vennero creati generali onorari dell'esercito britannico nel 1877, il maharaja di Bikaner venne creato nel 1937, e il Niẓām di Hyderābād nel 1941)[5]

Non era raro vedere dei principi nominati anche a incarichi coloniali, spesso nei loro stessi Stati nativi, oppure vedersi inseriti nei corpi diplomatici.

### Saluti militari
Il sistema dei saluti militari era utilizzato per definire la precedenza dei maggiori governanti nelle aree già della British East India Company. Come capi di Stato, certi principi ottennero il privilegio dei saluti militari nelle occasioni ufficiali con colpi di cannone a salve, di cui i più prestigiosi ne ottennero 21. Generalmente, il numero dei colpi a salve rimaneva il medesimo per tutti i regnanti di uno specifico Stato, anche se alcuni principi ottennero questi onori a livello personale come segno di particolare riconoscenza. Alcuni regnanti ottennero un saluto militare specifico nel loro territorio, status inteso come una semi-onorificenza. Gli Stati titolati a ricevere dei saluti militari di tale tipologia (circa 120) erano noti col nome di salute states.
Dopo l'Indipendenza indiana, il maharana di Udaipur scalzò il Niẓām di Hyderābād come principe più importante dell'India, dal momento che lo Stato di Hyderabad aveva deciso di non entrare a far parte del nuovo Dominion dell'India, come pure il titolo onorifico di Altezza venne esteso a tutti i regnanti con almeno 9 colpi di cannone come saluto militare. Quando gli Stati principeschi vennero integrati nell'Unione Indiana i loro governanti continuarono a mantenere i loro privilegi e le loro entrate (note come Privy Purse). Successivamente, il governo indiano abolì la Privy Purse nel 1971, e pertanto tutti gli ex principi cessarono di essere riconosciuti da parte della legge indiana nel loro status, anche se molte famiglia continuarono a mantenere seppur informalmente il loro prestigio sociale; alcuni discendenti ancora oggi sono integrati nella politica nazionale, nella diplomazia, nel mondo degli affari e nell'alta società indiana.
All'epoca dell'indipendenza indiana, solo cinque governanti – il Niẓām di Hyderābād, il Maharaja di Mysore, il Maharaja di Jammu e Kashmir, il Maharaja Gaekwad di Baroda e il Maharaja Scindia di Gwalior – avevano un saluto a 21 colpi di cannone a salve. Cinque altri – il Nawwāb di Bhopal, il Maharaja Holkar di Indore, il Maharana di Udaipur, il Maharaja di Kolhapur e il Maharaja di Travancore – avevano un saluto a 19 colpi di cannone a salve. Il più importante dei principi indiani era il Niẓām di Hyderābād, che aveva il titolo personale di Sua Altezza Esaltata. Gli altri principi avevano un saluto ad 11 o 9 colpi di cannone col titolo di Sua Altezza. Per i governanti minori non era previsto un saluto a salve con cannoni.
Come capo supremo e successore dei Moghul, il re imperatore britannico dell'India, aveva il titolo riservato di maestà e godeva del saluto "imperiale" di 101 colpi di cannone secondo la tradizione europea che pure prevedeva questo trattamento anche per la nascita degli eredi al trono.

### Stati senza saluti militari
I regnanti degli Stati principeschi indiani che vantassero meno di 9 colpi di saluti militari a salve di cannone solitamente erano coloro che avevano la prerogativa di sceicchi arabi oppure del protettorato di Aden, sempre sotto la protezione britannica.
I cosiddetti "stati senza saluto" erano solitamente quelli con minor prestigio. Il totale degli stati con saluto a salve era di 117 su 500 stati principeschi e quindi la maggior parte non godeva di tale onore. Non tutti questi comunque erano regnanti minori: lo Stato di Surguja ad esempio era più grande e popoloso dello Stato di Karauli, ma il Maharaja di Karauli aveva ottenuto un saluto di 17 colpi mentre il Maharaja di Surguja non ne aveva affatto.
Onorificenze erano concesse anche a eredi di dinastie di stati storici ed ormai non più esistenti ed erano noti con lo status di prigionieri politici come ad esempio il Nawwāb di Oudh. Alcuni erano invece saranjam politici. Dal momento che questa specifica categoria di principi non aveva alcuno stato vassallo da governare direttamente, poteva essere loro concesso un saluto militare in relazione alle loro dirette relazioni con l'Impero indiano.

## La dottrina dell'estinzione
Un aspetto controverso del governo della Compagnia delle Indie orientali fu la dottrina dell'estinzione, una politica sulla base della quale le terre indiane nelle quali un governatore locale moriva senza eredi maschi legittimi e biologici (quindi opponendosi alla pratica dell'adozione) sarebbero passate sotto il diretto controllo della Compagnia e solo a quel punto un figlio adottivo sarebbe potuto ascendere al trono locale, ovviamente sempre sotto la sovranità inglese. Questa politica conobbe una certa fortuna per parte britannica dal momento che, a differenza di quanto veniva praticato in Europa da secoli, i regnanti indiani solitamente non designavano il loro erede mentre erano ancora in vita.
La dottrina dell'estinzione venne perseguita vigorosamente da Sir James Ramsay, X conte (poi I marchese) di Dalhousie, chi annetté con questa politica ben sette stati, tra cui Awadh (Oudh), i cui Nawwāb lo avevano accusato di cattivo governo, e gli stati Maratha di Nagpur, Jhansi e Satara e Sambalpur e Thanjavur. Il risentimento per l'annessione di questi stati si tramutò in indignazione quando gli eredi dei maharaja di Nagpur vennero espulsi da Calcutta. Le azioni di Dalhousie contribuirono sicuramente alla nascita di un dissenso anche tra le classi alte nei confronti del governo britannico che portò poi allo scoppio dei moti indiani del 1857.

## La gestione imperiale

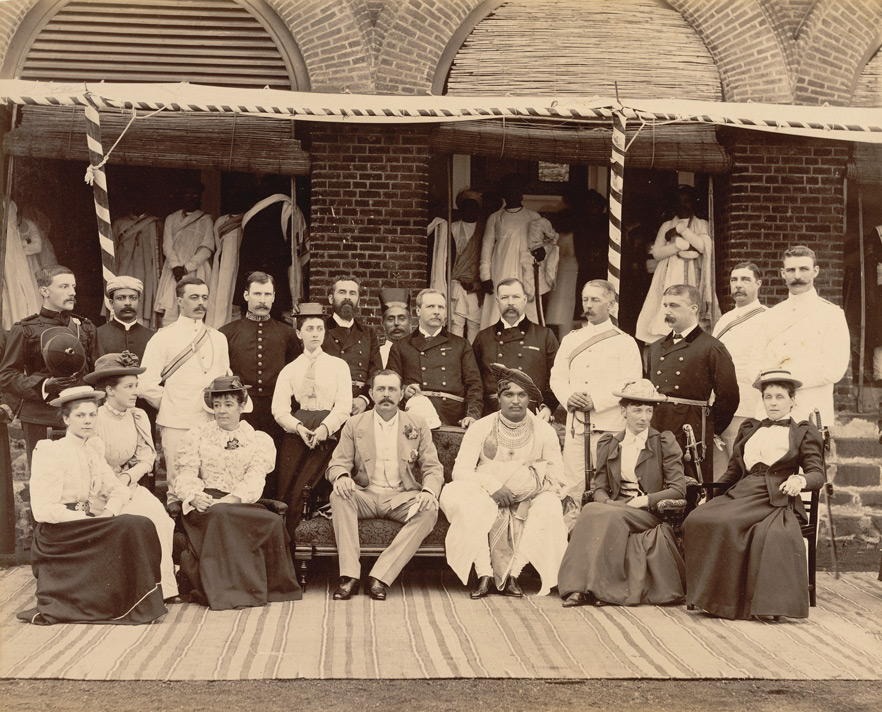
Fotografia (1894) del diciannovenne Shahaji II Bhonsle maharajah di Kolhapur in visita al residente britannico ed a suo staff presso la Residenza.

Sulla base di trattati stipulati, gli affari esteri degli Stati principeschi venivano gestiti completamente dalla Gran Bretagna. Dal momento però che gli Stati britannici non erano un possedimenti britannico de facto, i singoli regnanti mantenevano il controllo degli affari interni, pur soggetti a una sostanziale presenza britannica.
Dall'inizio del XX secolo, le relazioni tra gli britannici e i quattro Stati principali dell'Impero indiano – Hyderābād, Mysore, Jammu e Kashmir, e Baroda – avvenivano per il diretto tramite del Governatore generale dell'India nella persona di un residente. Due agenzie, una per il Rajputana e l'altra per l'India centrale, sovrintendevano a 20 e 148 Stati rispettivamente. I restanti Stati principeschi disponevano di loro propri ufficiali britannici in loco, o agenti, che rispondevano agli amministratori delle province indiane. Gli agenti di cinque Stati principeschi erano sottoposti all'autorità di Madras, 354 sotto quella di Bombay, 26 sotto quella del Bengala, 2 sotto quella di Assam, 34 sotto quella del Punjab, 15 sotto le Province Centrali e Berar e 2 sotto le Province Unite.

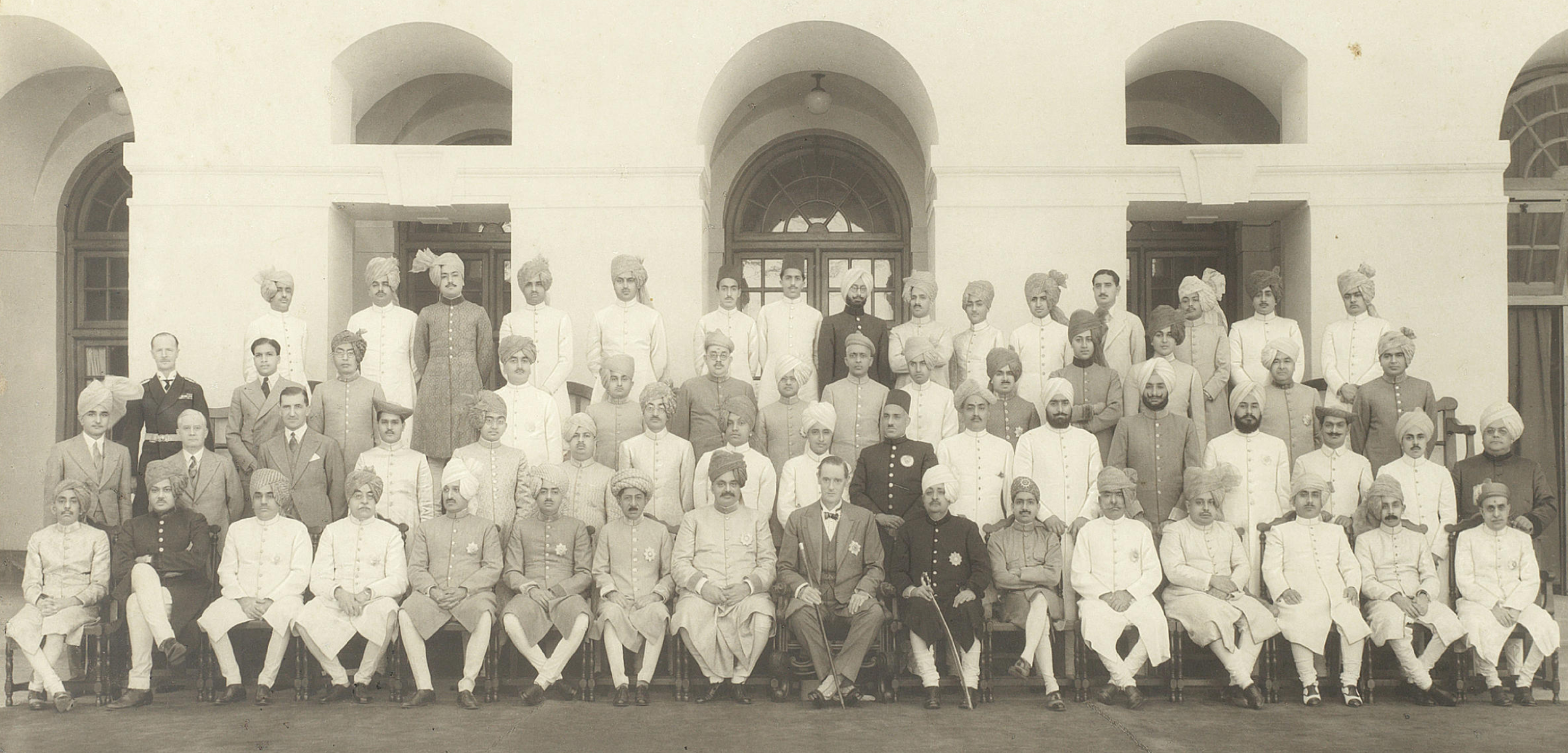
Un'adunanza della Camera dei Principi nel marzo del 1941

La Camera dei Principi (Narender Mandal o Narendra Mandal) fu un'istituzione fondata nel 1920 con proclama reale di Giorgio V per provvedere un luogo di incontro nel quale tutti i principi potessero esporre le loro necessità ed aspirazioni al governo. Tale istituzione sopravvisse sino alla fine del British Raj nel 1947.
Dai primi anni '30 del Novecento, gran parte degli Stati principeschi le cui agenzie si trovavano sotto l'autorità delle province indiane, vennero riorganizzate con nuove agenzie che rispondevano direttamente al governatore generale, sul modello delle agenzie dell'India centrale del Rajputana: l'Agenzia degli stati orientali, l'Agenzia degli stati del Punjab, l'Agenzia del Baluchistan, l'Agenzia degli stati del Deccan, l'Agenzia degli stati di Madras e l'Agenzia degli stati della frontiera nordoccidentale. La Residenza di Baroda venne combinata con gli stati principeschi della Presidenza di Bombay a formare l'Agenzia degli stati di Baroda, India occidentale e Gujarat. Gwalior venne separata dall'Agenzia dell'India centrale ed ottenne un proprio residente, mentre gli Stati di Rampur e Benares, formalmente sottoposti alle Province Unite, vennero posti sotto la Residenza di Gwalior nel 1936. Gli stati principeschi di Sandur e Banganapalle nella presidenza di Mysore vennero trasferiti all'agenzia del residente di Mysore nel 1939.

## Stati principeschi al 1947
Gli Stati principeschi indiani nel 1947 includevano cinque grandi Stati che erano in "dirette relazioni politiche" col governo indiano. Per la lista completa degli Stati principeschi al 1947, vedi Elenco degli stati principeschi dell'India britannica.

### In relazioni dirette col Governo Centrale
| Nome dello Stato principesco | Area in miglia quadrate | Popolazione al 1941 | Rendita approssimativa per stato (in centinaia di migliaia di rupie) | Titolo, etnia e religione del governante | Saluti a salve di cannone | Designazione dell'ufficiale politico locale |
| ---------------------------- | ----------------------- | --- | -------------------------------------------------------------------- | ---------------------------------------- | ------------------------- | ------------------------------------------- |
| Baroda                       | 13,866                  | 3 343 477 (in gran parte Indù)                                                                                         | 323.26                                                               | Maharaja, Maratha, Indù                  | 21                        | Residente di Baroda                         |
| Hyderābād                    | 82,698                  | 16 338 534 (in gran parte Indù con una minoranza musulmana)                                                            | 1582.43                                                              | Niẓām, Turkic, musulmani sunniti         | 21                        | Residente di Hyderābād                      |
| Jammu e Kashmir              | 84,471                  | 4 021 616 tra cui Gilgit, Baltistan (Skardu), Ladakh, e Punch (in gran parte musulmani, con minoranze indù e buddisti) | 463.95                                                               | Maharaja, Dogra, indù                    | 21                        | Residente di Jammu e Kashmir                |
| Mysore                       | 29,458                  | 7 328 896 (in gran parte Indù)                                                                                         | 1001.38                                                              | Maharaja, Kannadiga, indù                | 21                        | Residente di Mysore                         |
| Gwalior                      | 26,397                  | 4 006 159 (in gran parte Indù)                                                                                         | 356.75                                                               | Maharaja, Maratha, indù                  | 21                        | Residente di Gwalior                        |
| Totale                       | 236 890                 | 35 038 682 | 3727.77                                                              |                                          |                           |                                             |

Agenzia dell'India Centrale, Residenza di Gwalior, Agenzia del Belucistan, Agenzia del Rajputana, Agenzia degli stati orientali
| Nome dello Stato principesco | Area in miglia quadrate | Popolazione al 1941                     | Rendita approssimativa per stato (in centinaia di migliaia di rupie) | Titolo, etnia e religione del governante | Saluti a salve di cannone | Designazione dell'ufficiale politico locale |
| ---------------------------- | ----------------------- | --------------------------------------- | -------------------------------------------------------------------- | ---------------------------------------- | ------------------------- | ------------------------------------------- |
| Indore                       | 9,341                   | 1 513 966 (in gran parte indù)          | 304.9                                                                | Maharaja, Maratha, Indù                  | 19 (più 2 locali)         | Residente di Indore                         |
| Bhopal                       | 6,924                   | 785 322 (in gran parte indù)            | 119.82                                                               | Nawwāb(m)/Begum(f), Afghani, musulmani   | 19 (più 2 locali)         | Agente politico di Bhopal                   |
| Rewah                        | 13,000                  | 1 820 445 (in gran parte indù)          | 65                                                                   | Maharaja, Baghel Rajput, indù            | 17                        | Agente politico di Baghelkhand              |
| 85 Stati minori (1941)       | 22,995 (1901)           | 2.74 milioni (in gran parte indù, 1901) | 129 (1901)                                                           |                                          |                           |                                             |
| Totale                       | 77 395 (1901)           | 8.51 milioni (1901)                     | 421 (1901)                                                           |                                          |                           |                                             |

| Nome dello Stato principesco | Area in miglia quadrate | Popolazione al 1941                      | Rendita approssimativa per stato (in centinaia di migliaia di rupie) | Titolo, etnia e religione del governante | Saluti a salve di cannone | Designazione dell'ufficiale politico locale |
| ---------------------------- | ----------------------- | ---------------------------------------- | -------------------------------------------------------------------- | ---------------------------------------- | ------------------------- | ------------------------------------------- |
| Cooch Behar                  | 1.318                   | 639 898 (in gran parte Indù e Musulmani) | 91                                                                   | Maharaja, Kshattriya, Brahmini           | 13                        | Residente per gli Stati orientali           |
| Tripura                      | 4.116                   | 513 010 (in gran parte Indù)             | 54                                                                   | Maharaja, Kshattriya, indù               | 13                        | Residente per gli Stati orientali           |
| Mayurbhanj                   | 4.243                   | 990 977 (in gran parte indù)             | 49                                                                   | Maharaja, Kshattriya, indù               | 9                         | Residente per gli Stati orientali           |
| 39 stati minori (1941)       | 56 253                  | 6 641 991                                | 241,31                                                               |                                          |                           |                                             |
| Totale                       | 65 930                  | 8 785 876                                | 435,31                                                               |                                          |                           |                                             |

| Nome dello Stato principesco | Area in miglia quadrate | Popolazione al 1941                                | Rendita approssimativa per stato (in centinaia di migliaia di rupie) | Titolo, etnia e religione del governante | Saluti a salve di cannone | Designazione dell'ufficiale politico locale |
| ---------------------------- | ----------------------- | -------------------------------------------------- | -------------------------------------------------------------------- | ---------------------------------------- | ------------------------- | ------------------------------------------- |
| Rampur                       | 893                     | 464 919 (in gran parte indù e musulmani, nel 1931) | 51                                                                   | Nawwāb, Pathan, musulmani                | 15                        | Agente politico di Rampur                   |
| Benares                      | 875                     | 391 165 (in gran parte indù, 1931)                 | 19                                                                   | Maharaja, Bhumihar, iindu                | 13 (più 2 locali)         | Agente politico di Benares                  |
| Totale                       | 1 768                   | 856 084 (1941, c.)                                 | 70                                                                   |                                          |                           |                                             |

| Nome dello Stato principesco              | Area in miglia quadrate | Popolazione al 1941                     | Rendita approssimativa per stato (in centinaia di migliaia di rupie) | Titolo, etnia e religione del governante | Saluti a salve di cannone | Designazione dell'ufficiale politico locale                        |
| ----------------------------------------- | ----------------------- | --------------------------------------- | -------------------------------------------------------------------- | ---------------------------------------- | ------------------------- | ------------------------------------------------------------------ |
| Udaipur (Mewar)                           | 13 170                  | 1 926 698 (in gran parte indù e Bhil)   | 107                                                                  | Maharana, Sisodia Rajput, Hindu          | 19 (più 2 personali)      | Agente politico per il Mewar e gli Stati del Rajputana meridionale |
| Jaipur                                    | 15 610                  | 3 040 876 (in gran parte indù)          | 188.6                                                                | Maharaja, Kachwaha Rajput, indù          | 17 (più 2 personali)      | Agente politico di Jaipur                                          |
| Jodhpur (Marwar)                          | 36 120                  | 2 555 904 (in gran parte indù)          | 208.65                                                               | Maharaja, Rathor Rajput, indù            | 17                        | Agente politico per gli Stati Occidentali del Rajputana            |
| Bikaner                                   | 23 181                  | 1 292 938 (in gran parte indù)          | 185.5                                                                | Maharaja, Rathor Rajput, indù            | 17                        | Agente politico per gli Stati Occidentali del Rajputana            |
| 17 salute States, 1 autorità, 1 zamindari | 42,374                  | 3.64 milioni (in gran parte Indù, 1901) | 155 (1901)                                                           |                                          |                           |                                                                    |
| Totale                                    | 128,918 (1901)          | 9.84 milioni (1901)                     | 320 (1901)                                                           |                                          |                           |                                                                    |

| Nome dello Stato principesco | Area in miglia quadrate | Popolazione al 1941                       | Rendita approssimativa per stato (in centinaia di migliaia di rupie) | Titolo, etnia e religione del governante | Saluti a salve di cannone | Designazione dell'ufficiale politico locale |
| ---------------------------- | ----------------------- | ----------------------------------------- | -------------------------------------------------------------------- | ---------------------------------------- | ------------------------- | ------------------------------------------- |
| Kalat                        | 73 278                  | 250 211 (in gran parte musulmani sunniti) | 21.3                                                                 | Khan o Wali, Brahui, musulmani sunniti   | 19                        | Agente politico di Kalat                    |
| Las Bela                     | 7 132                   | 68,972 (in gran parte musulmani sunniti)  | 6.1                                                                  | Jam, Arabi Kureshi, musulmani sunniti    |                           | Agente politico di Kalat                    |
| Kharan                       | 14 210                  | 33 763 (in gran parte musulmani sunniti)  | 2                                                                    | Nawwāb, musulmani sunniti                |                           | Agente politico di Kalat                    |
| Totale                       | 94 620                  | 352 946                                   | 29.4                                                                 |                                          |                           |                                             |

| Nome dello Stato principesco | Area in miglia quadrate | Popolazione al 1941                     | Rendita approssimativa per stato (in centinaia di migliaia di rupie) | Titolo, etnia e religione del governante | Saluti a salve di cannone | Designazione dell'ufficiale politico locale |
| ---------------------------- | ----------------------- | --------------------------------------- | -------------------------------------------------------------------- | ---------------------------------------- | ------------------------- | ------------------------------------------- |
| Sikkim                       | 2 818                   | 121 520 (in gran parte buddisti e indù) | 5                                                                    | Maharaja, tibetani, buddisti             | 15                        | Ufficiale politico per il Sikkim            |

Altri Stati sotto governi provinciali
| Nome dello Stato principesco           | Area in miglia quadrate | Popolazione al 1941                            | Rendita approssimativa per stato (in centinaia di migliaia di rupie) | Titolo, etnia e religione del governante | Saluti a salve di cannone | Designazione dell'ufficiale politico locale             |
| -------------------------------------- | ----------------------- | ---------------------------------------------- | -------------------------------------------------------------------- | ---------------------------------------- | ------------------------- | ------------------------------------------------------- |
| Travancore                             | 7 091                   | 2 952 157 (in gran parte induisti e cristiani) | 100                                                                  | Maharaja, Kshatriya-Samanthan, Indù      | 21 (oltre a 2 personali)  | Residente di Travancore e Cochin                        |
| Cochin                                 | 1 362                   | 812 025 (in gran parte indù e cristiani)       | 27                                                                   | Raja, Samanta-Kshatriya, indù            | 17                        | Residente di Travancore e Cochin                        |
| Padukkottai                            | 1 100                   | 380 440 (in gran parte indù)                   | 11                                                                   | Raja, Kallar, Hindu                      | 11                        | Collettore di Trichinopoli (ex officio agente politico) |
| 2 Stati minori (Banganapalle e Sandur) | 416                     | 43 464                                         | 3                                                                    |                                          |                           |                                                         |
| Totale                                 | 9 969                   | 4 188 086                                      | 141                                                                  |                                          |                           |                                                         |

| Nome dello Stato principesco | Area in miglia quadrate | Popolazione al 1941          | Rendita approssimativa per stato (in centinaia di migliaia di rupie) | Titolo, etnia e religione del governante | Saluti a salve di cannone | Designazione dell'ufficiale politico locale |
| ---------------------------- | ----------------------- | ---------------------------- | -------------------------------------------------------------------- | ---------------------------------------- | ------------------------- | ------------------------------------------- |
| Kolhapur                     | 2 855                   | 910 011 (in gran parte indù) | 48                                                                   | Maharaja, Kshatriya, indù                | 19                        | Agente politico di Kolhapur                 |
| Cutch                        | 7 616                   | 488 022 (in gran parte indù) | 20                                                                   | Maharao, Jadeja Rajput, indù             | 17                        | Agente politico di Cutch                    |
| Junagarh                     | 3 284                   | 395428 (in gran parte indù)  | 27                                                                   | Nawwāb, Pathan, musulmani                | 11                        | Agente del Governatore a Kathiawar          |
| Navanagar                    | 3 791                   | 336 779 (in gran parte indù) | 31                                                                   | Jam Sahib, Jadeja Rajput, indù           | 11                        | Agente del Governatore a Kathiawar          |
| 349 altri Stati              | 42 165                  | 4 579 095                    | 281                                                                  |                                          |                           |                                             |
| Totale                       | 65 761                  | 6 908 648                    | 420                                                                  |                                          |                           |                                             |

| Nome dello Stato principesco | Area in miglia quadrate | Popolazione al 1941              | Rendita approssimativa per stato (in centinaia di migliaia di rupie) | Titolo, etnia e religione del governante | Saluti a salve di cannone | Designazione dell'ufficiale politico locale      |
| ---------------------------- | ----------------------- | -------------------------------- | -------------------------------------------------------------------- | ---------------------------------------- | ------------------------- | ------------------------------------------------ |
| Kalahandi                    | 3 745                   | 284 465 (in gran parte indù)     | 4                                                                    | Raja, Rajput, Indù                       | 9                         | Agente politico per i feudatari del Chhattisgarh |
| Bastar                       | 13 062                  | 306 501 (in gran parte animisti) | 3                                                                    | Raja, Kshatriya, indù                    |                           | Agente politico per i feudatari del Chhattisgarh |
| 13 altri Stati               | 12 628                  | 1 339 353 (in gran parte indù)   | 16                                                                   |                                          | 11                        |                                                  |
| Totale                       | 29 435                  | 1 996 383                        | 21                                                                   |                                          |                           |                                                  |

| Nome dello Stato principesco | Area in miglia quadrate | Popolazione al 1941                                                | Rendita approssimativa per stato (in centinaia di migliaia di rupie) | Titolo, etnia e religione del governante | Saluti a salve di cannone | Designazione dell'ufficiale politico locale                            |
| ---------------------------- | ----------------------- | ------------------------------------------------------------------ | -------------------------------------------------------------------- | ---------------------------------------- | ------------------------- | ---------------------------------------------------------------------- |
| Bahawalpur                   | 16 434                  | (principalmente musulmani) \| 1 341 209 (principalmente musulmani) | 335                                                                  | Nawab, Daudputra, musulmano              | 17                        | Agente politico per gli Stati del Phulkian e Bahawalpur                |
| Patiala                      | 5 942                   | 1 936 259 (in gran parte indù e sikh)                              | 302.6                                                                | Maharaja, Sidhu Jat, Sikh                | 17 (e 2 personali)        | Agente politico per gli stati del Phulkian e Bahawalpur                |
| Nabha                        | 947                     | 340 044 (in gran parte indù e sikh)                                | 38.7                                                                 | Maharaja, Sidhu Jat, Sikh                | 13 (e 2 locali)           | Agente politico per gli Stati di Phulkian e Bahawalpur                 |
| Jind                         | 1 299                   | 361 812 (in gran parte indù e sikh)                                | 37.4                                                                 | Maharaja, Sidhu Jat, Sikh                | 13 (e 2 personali)        | Agente politico per gli Stati di Phulkian e Bahawalpur                 |
| Kapurthala                   | 645                     | 378 380 (in gran parte musulmani e indù)                           | 40.5                                                                 | Maharaja, Ahluwalia Kolal, Sikh          | 13 (e 2 personali)        | Commissario della divisione del Jullundur (ex officio agente politico) |
| Faridkot                     | 638                     | 199 283 (sikh, indù e musulmani)                                   | 22.7                                                                 | Raja, Barar Jat, sikh                    | 11                        | Commissario della divisione del Jullundur (ex officio agente politico) |
| Tehri (Garhwal)              | 4 500                   | 397 369 (in gran parte indù)                                       | 26.9                                                                 | Maharaja, Rajput indù                    | 11                        | Commissario di Kumaun (ex officio agente politico)                     |
| Khairpur                     | 6 050                   | 305 387 (in gran parte musulmani)                                  | 15 (più 2 locali)                                                    | Mir, Talpur Baloch, musulmano            | 37.8                      | Agente politico per il Khairpur                                        |
| 25 altri stati               | 12 661 (nel 1901)       | 1 087 614 (nel 1901)                                               | 30 (nel 1901)                                                        |                                          |                           |                                                                        |
| Totale                       | 36 532 (nel 1901)       | 4 424 398 (nel 1901)                                               | 155 (nel 1901)                                                       |                                          |                           |                                                                        |

| Nome dello Stato principesco | Area in miglia quadrate | Popolazione al 1941                      | Rendita approssimativa per stato (in centinaia di migliaia di rupie) | Titolo, etnia e religione del governante | Saluti a salve di cannone | Designazione dell'ufficiale politico locale |
| ---------------------------- | ----------------------- | ---------------------------------------- | -------------------------------------------------------------------- | ---------------------------------------- | ------------------------- | ------------------------------------------- |
| Manipur                      | 8 638                   | 512 069 (in gran parte indù ed animisti) | 19                                                                   | Raja, Kshatriya, indù                    | 11                        | Agente politico nel Manipur                 |
| 25 Stati di Khasi            | 3 778                   | 213 586 (Khasi e cristiani)              | ~1 (1941, c.)                                                        |                                          |                           | Vice Commissario di Khasi e Jaintia Hills   |
| Totale                       | 12 416                  | 725 655                                  | 20 (1941; c.)                                                        |                                          |                           |                                             |

## Forze militari degli Stati principeschi
Le armate degli Stati principeschi nativi dell'India erano incatenate ad una serie di restrizioni che vennero loro imposte dal governo britannico. Esse esistevano per scopi cerimoniali e per servizi di polizia interna agli stati. Secondo l'Imperial Gazetteer of India vol. IV
Dal momento che un capo può attaccare un proprio vicino e quindi finire nelle mani di una nazione straniera, questo da necessità che non vi siano istituzioni militari negli stati se non per propositi di sicurezza interna o personali, o comunque in cooperazione col Governo Imperiale. Il trattato sottoscritto con Gwalior nel 1844, e l'istrumento concesso a Mysore nel 1881, tali restrizioni sono necessarie per proteggere i confini dello Stato indiano. La presenza stessa di eserciti non necessari negli stati potrebbe portare ad inquietudini tra gli stati stessi come già accaduto nel caso del regno sikh di Lahore. Il governo britannico si è preso il peso di proteggere i domini dei principi nativi dalle invasioni esterne e persino dalle ribellioni interne: il suo esercito è organizzato per la difesa non solo dell'India britannica, ma di tutti i possedimenti sotto la sovranità del re-imperatore.
Inoltre, vennero imposte altre restrizioni:
I trattati coi più importanti tra gli Stati sono chiari su questi punto. Non vi devono essere avamposti fortificati interni, le fabbriche per la costruzione di armi non devono essere costruite, né le forze locali devono assumere uomini provenienti da altri stati. [...] Gli stati devono permettere alle forze inglesi di difenderli ed ottenere rifornimenti in loco, occupare delle regioni o posizioni, arrestare i disertori; ed oltre a questi servizi devono riconoscere il controllo imperiale sulle ferrovie, sulle comunicazioni postali e telegrafiche e tutto ciò che sia necessario per la difesa ed il progresso comune.
Le truppe venivano regolarmente ispezionate da ufficiali dell'esercito britannico. Sebbene in numero ridotto, le Imperial Service Troops vennero impiegate in Cina e nella Somalia britannica nei primi anni del XX secolo e poi durante la prima e la seconda guerra mondiale.

## Integrazione politica degli stati principeschi nel 1947 e successivamente

### India
All'epoca dell'indipendenza indiana, l'India era divisa in due territori, il primo appartenente ai territori dell'"India britannica", che si trovavano sotto diretto controllo dell'India Office di Londra e del Governatore generale dell'India, e il secondo costituito dagli "Stati principeschi", i territori su cui la Corona britannica aveva la sovranità, ma che si trovavano sotto il controllo di governanti locali. Inoltre, vi erano diverse enclavi coloniali controllate da Francia e Portogallo. L'integrazione di tali territori nel Dominion dell'India, che venne creato con l'Indian Independence Act 1947 dal Parlamento britannico, aveva il dichiarato obbiettivo di creare il Congresso Nazionale Indiano, che il Governo dell'India perseguì dal 1947 al 1949. Attraverso una combinazione di tattiche, Sardar Vallabhbhai Patel e V. P. Menon nei mesi immediatamente precedenti e successivi all'indipendenza convinsero i governanti di quasi tutti gli Stati principeschi ad aderire all'India. In un suo discorso del gennaio del 1948, Vallabhbhai Patel disse:
Anche se questo procedimento riuscì con successo a integrare la maggior parte degli stati principeschi dell'India, alcuni stati opposero resistenza, come ad esempio nel Kashmir, il cui Maharaja tardò nel firmare lo strumento di ingresso nell'India dei suoi territori, come pure lo stato di Hyderabad, il cui regnante decise di rimanere indipendente e venne successivamente sconfitto nell'invasione denominata "Operazione Polo", come pure negli stati di Tripura e Manipur, i cui regnanti decisero di aderire all'India solo sul finire del 1949, dopo la conquista indiana di Hyderabad.
Assicuratosi l'entrata a far parte dello Stato della maggior parte degli Stati, Sardar Patel e V. P. Menon procedettero quindi in un processo, passo dopo passo, per assicurarsi l'estensione dell'autorità del governo centrale per la trasformazione delle amministrazioni degli stati sino al 1956, quando ormai potevano dirsi ben poche le differenze presenti tra Stato e Stato. Simultaneamente, il governo dell'India, attraverso una combinazione di elementi diplomatici e militari, acquisì il controllo delle restanti enclave coloniali europee come ad esempio Goa che fu costretto a integrarsi nell'India con un intervento militare.
Come passo finale, nel 1971, il 26º emendamento della Costituzione indiana ritirò il proprio riconoscimento ufficiale a tutti i simboli ed agli ex prìncipi degli Stati principeschi dell'India, tra cui titoli e privilegi, oltre ad abolire la remunerazione dei principi tramite le cosiddette privy purses. Pertanto, anche i capi titolari degli ex Stati principeschi cessarono di esistere con uno speciale status legale.

### Pakistan
Durante il periodo del British Raj, quattro erano gli Stati principeschi dell'area del Belucistan: Makran, Kharan, Las Bela e Kalat. Il primo dei tre aderì al Pakistan. Ad ogni modo, un altro regnante degli altri quattro Stati principeschi, il Khan di Kalat Ahmad Yar Khan, preferì dichiarare l'indipendenza di Kalat. Lo stato rimase indipendente sino al 27 marzo 1948 quando venne unito al Pakistan. Al momento dell'annessione, il fratello di Ahmad Yar Khan Ahmedzai principe Abdul Karim Ahmedzai si rivoltò contro questa decisione nel luglio del 1948, causando problematiche ancora oggi discusse.
Bahawalpur dall'Agenzia del Punjab decise di aderire al Pakistan il 5 ottobre 1947.